# Іліз Ачар
Іліз Ачар (тур. Yeliz Açar; нар. 19 грудня 1997, Фатіх, Стамбул, Туреччина) — азербайджанська футболістка турецького походження, захисниця турецького клубу «Фатіх Ватанспор» та національної збірної Азербайджану.

## Клубна кар'єра

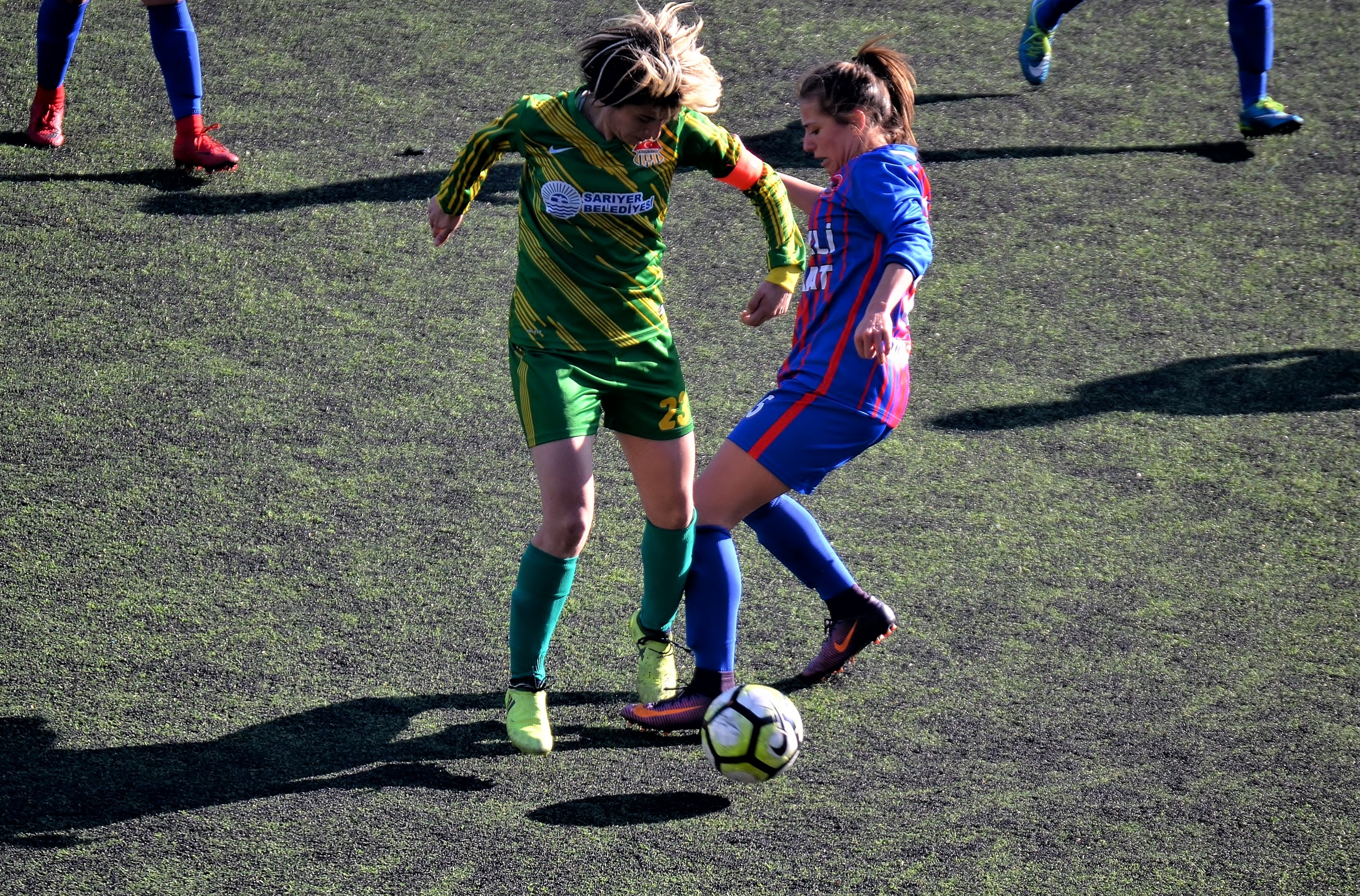
Єліз Ачар (праворуч) у футболці «Фатіх Ватанспор» протистоять Мерве Аладаг з «Кіречбюрнуспора» у сезоні Першій лізі Туреччині 2017/18.

19 березня 2010 року зареєстрована гравчинею «Зейтинбурспора». У сезоні 2011/12 років дебютувала в Другій лізі Туреччини як гравчиня «Нурчеликспора», який наступного сезону змінив назву на «Акденіз Нурчеликспор». У вересні 2013 року підписала контракт з «Люлебургазспор 39». Однак її клуб знявся з чемпіонату, і відповідно до регламенту Турецької федерації футболу їй не дозволили переходити в будь-який інший клуб у сезоні 2013/14 року. У другій половині того ж сезону перейшла в «Кдз. Ерджелизпор» гратиме в жіночій Першій лізі 2013/14. Після короткого виступу в «Караденіз Ерглі» вона повернулася до Стамбула і приєдналася до «Бешикташу» з Третьої ліги Туреччини. Наприкінці сезону 2014/15 років допомогла команду до Другої ліги, а наступного сезону — до Першої ліги. Після трьох сезонів підписала контракт з «Фатіх Ватанспор», щоб грати в Першій лізі 2017/18.

## Кар'єра в збірній

### Туреччина
У березні 2013 року отримала виклик до дівочої збірної Туреччини (WU-17) на товариський матч проти одноліток зі Швейцарії.

### Азербайджану
Виступає за національну збірну Азербайджану. Ачар зіграла у трьох матчах кваліфікаційної групи D чемпіонату Європи 2022 і три матчі групи E кваліфікації чемпіонату світу 2023.

## Статистика виступів

### Клубна
Станом на 12 січня 2022.
| Клуб                     | Сезон             | Ліга              | Ліга  | Ліга | Континентальні | Континентальні | Національні | Національні | Загалом | Загалом |
| Клуб                     | Сезон             | Дивізіон          | Матчі | Голи | Матчі          | Голи           | Матчі       | Голи        | Матчі   | Голи    |
| ------------------------ | ----------------- | ----------------- | ----- | ---- | -------------- | -------------- | ----------- | ----------- | ------- | ------- |
| «Істанбул Нурчеликспора» | 2011–12           | Друга ліга        | 1     | 0    | –              | –              | 0           | 0           | 1       | 0       |
| «Акденіз Нурчеликспор»   | 2012–13           | Друга ліга        | 5     | 3    | –              | –              | 1           | 0           | 6       | 3       |
| «Акденіз Нурчеликспор»   | Загалом           | Загалом           | 6     | 3    | –              | –              | 1           | 0           | 7       | 3       |
| «Кдз. Ерджелизпор»       | 2013–14           | Перша ліга        | 2     | 0    | –              | –              | 0           | 0           | 2       | 0       |
| «Кдз. Ерджелизпор»       | Загалом           | Загалом           | 2     | 0    | –              | –              | 0           | 0           | 2       | 0       |
| «Бешикташ»               | 2014–15           | Третя ліга        | 16    | 3    | –              | –              | 0           | 0           | 16      | 3       |
| «Бешикташ»               | 2015–16           | Друга ліга        | 18    | 0    | –              | –              | 0           | 0           | 18      | 0       |
| «Бешикташ»               | 2016–17           | Перша ліга        | 7     | 0    | –              | –              | 0           | 0           | 7       | 0       |
| «Бешикташ»               | Загалом           | Загалом           | 41    | 3    | –              | –              | 0           | 0           | 41      | 3       |
| «Фатіх Ватанспор»        | 2017–18           | Перша ліга        | 17    | 1    | –              | –              | 0           | 0           | 17      | 1       |
| «Фатіх Ватанспор»        | 2018–19           | Перша ліга        | 16    | 0    | –              | –              | 0           | 0           | 16      | 0       |
| «Фатіх Ватанспор»        | 2019–20           | Перша ліга        | 13    | 0    | –              | –              | 0           | 0           | 13      | 0       |
| «Фатіх Ватанспор»        | 2020–21           | Перша ліга        | 6     | 0    | –              | –              | 4           | 0           | 10      | 0       |
| «Фатіх Ватанспор»        | 2021–22           | Суперліга         | 5     | 0    | –              | –              | 3           | 0           | 8       | 0       |
| «Фатіх Ватанспор»        | Загалом           | Загалом           | 57    | 1    | –              | –              | 7           | 0           | 64      | 1       |
| Усього за кар'єру        | Усього за кар'єру | Усього за кар'єру | 106   | 7    | –              | –              | 8           | 0           | 114     | 7       |

## Досягнення
«Бешикташ»
- Перша ліга Туреччина
  -  Срібний призер (1): 2016/17

- Друга ліга Туреччина
  -  Чемпіон (1): 2015/16

- Третя ліга Туреччина
  -  Чемпіон (1): 2014/15

«Фатіх Ватанспор»
- Перша ліга Туреччина
  -  Срібний призер (1): 2020/21